# Cat Law
Cat Law är ett berg i Storbritannien.   Det ligger i kommunen Angus och riksdelen Skottland, i den norra delen av landet, 600 km norr om huvudstaden London. Toppen på Cat Law är 556 meter över havet.
Terrängen runt Cat Law är huvudsakligen lite kuperad. Runt Cat Law är det glesbefolkat, med 20 invånare per kvadratkilometer. Närmaste större samhälle är Kirriemuir, 8,1 km sydost om Cat Law. Trakten runt Cat Law består till största delen av jordbruksmark.